# Random-6
Random-6 — пятый мини-альбом российского хип-хоп-исполнителя Thomas Mraz, выпущенный 18 октября 2019 года на лейбле Booking Machine. В поддержку альбома был выпущен сингл «Рандом». Тур в поддержку альбома начался 27 октября 2019 года в Санкт-Петербурге и закончился 1 декабря 2019 года в Днепре.

## Описание
Thomas адресует альбом своему «альтер эго», называя вышедшую пластинку мистической. В альбоме шесть треков в разных стилях и ни одной совместной композиции. За музыку отвечали такие продюсеры, как Matesouls, runawaymuzic, PADILLION, Roman Deuz, Ilya Showtime, LeMotifDivin, Evgeny Sukhotin, DJTM.
«Этот альбом — очень мистический, потому что в нем разные знаки, которые меня преследовали по жизни. Прикол этого альбома не в том, что это высосанный из пальца инфоповод, а то, что это очень давно наблюдается в моем творчестве», говорит Алмас Гатауллин.
Данила Головкин из InterMedia сказал про альбом: «Этот альбом способен порадовать любителя музыкальных изысков взрослыми текстами и экспериментами со структурой песен. Второго «Rolling Stoner» не случилось. Однако, несмотря на дефицит прямолинейно-хитовых припевов, многие треки попали в плейлисты поклонников. Если верить стриминговым сервисам, «Рандом» и «Ангел-А» особенно закрепились в сердцах слушателей. Кажется, этот EP должен стать отправной точкой реабилитации Томаса Мраза».

## Продвижение
4 июня Thomas Mraz анонсировал осенний концертный тур в поддержку мини-альбома. Выступления начались 27 октября в Санкт-Петербурге и закончились 1 декабря в Днепре. Презентация EP прошла в 16 городах России, Украины и Беларуси.
8 октября 2019 года, за 10 дней до выхода мини-альбома, Thomas Mraz посетил шоу «Вечерний Ургант», где исполнил сингл «Рандом» с предстоящего мини-альбома.

## Творческая группа
Вокал:
- Thomas Mraz

Музыка:
- Matesouls
- runawaymuzic
- PADILLION
- Roman Deuz
- Ilya Showtime
- LeMotifDivin
- Evgeny Sukhotin
- DJTM

#### Сведение / мастеринг
- Ilya Showtime
- Maxim Kravtsov

#### Обложка
- Danil Yaroshuk
- GETSLOWER

## Список композиций
| №                   | Название            | Длительность |
| ------------------- | ------------------- | ------------ |
| 1.                  | «Рандом»            | 3:36         |
| 2.                  | «Бездомный»         | 3:24         |
| 3.                  | «Снэйклорд»         | 2:52         |
| 4.                  | «Ангел-А»           | 4:04         |
| 5.                  | «Сладкий Форсаж»    | 2:36         |
| 6.                  | «Монстакилл»        | 2:52         |
| Общая длительность: | Общая длительность: | 19:24        |